# ГЕС Roxburgh
ГЕС Roxburgh — гідроелектростанція на Південному острові Нової Зеландії. Знаходячись після ГЕС Клайд, становить нижній ступінь каскаду на річці Клута, яка бере початок на східному схилі Південних Альп та тече до впадіння у Тихий океан на східному узбережжі острова за сім десятків кілометрів на південний захід від Данідіна.
У межах проекту річку перекрили бетонною гравітаційною греблею висотою 76 метрів, довжиною 358 метрів та товщиною від 11 (по гребеню) до 61 (по основі) метрів. Вона утворила водосховище з площею поверхні 6 км2 та об'ємом 100 млн м3, яке втім має доволі невеликий корисний об'єм через припустиме коливання рівня води в операційному режимі у діапазоні лише 1,8 метра. Можливо також відзначити, що до спорудження станції верхнього рівня сховище активно втрачало об'єм через осади — на 54 млн м3 до 1992 року, що зокрема скоротило площу поверхні до 4,5 км2.
Пригреблевий машинний зал обладнали вісьмома чотирма турбінами типу Френсіс потужністю по 40 МВт, які при напорі у 48 метрів забезпечують виробництво 1,6 млрд кВт-год електроенергії на рік.
Видача продукції відбувається по ЛЕП, розрахованих на роботу під напругою 110 кВ та 220 кВ.